# Dobrici
Dobrici (în bulgară Добрич/Dobrici, în perioada otomană în turcă: Hacıoğlu Pazarcık, în perioada 1913–1940 în română Bazargic; în perioada comunistă: Tolbuhin) este un oraș aflat în Dobrogea de Sud, nord-estul Bulgariei, centrul administrativ al regiunii Dobrici. După populație, este pe locul al optulea în țară, cu 114.990 locuitori. Se află la doar 30 km depărtare de coasta Mării Negre. Orașul s-a numit oficial Dobrici până în 1913, între 1916 și 1918, între 1940 și 1945, precum și după 1992, și Tolbuhin între 1945 și 1991. S-a numit oficial Bazargic între 1913 și 1916, precum și între 1918 și 1940, când era reședința județului Caliacra, România.

## Istoric
Primele urme de locuire ale actualului teritoriu al orașului datează din secolele al IV-lea - al III-lea î. Hr. și aparțin Tracilor. Alte ruine, romano-bizantine, datează din secolele al II-lea - al VII-lea d. Hr. În secolele al VII-lea - al XI-lea d. Hr. se stabilesc aici Bulgarii, urmele așezării incluzând și o necropolă. Invaziile pecenege din secolul al XI-lea au pustiit aproape toată Dobrogea, multe orașe rămânând abandonate.
Orașul a fost reînființat în secolul al XVI-lea de către Hacıoğlu Pazarcık (generalul principelui Musa Celebi, fiul sultanului Baiazid Fulgerul), cel care i-a dat și numele (păstrat până în 1882).
La jumătatea secolului următor, Bazargicul număra 1.000 de case, aproape 100 de ateliere meșteșugărești, 3 hanuri, 3 băi turcești, 12 moschei, și 12 școli. Până către secolul al XIX-lea, orașul a prosperat încontinuu, fiind renumit în această perioadă pentru țesături, croitorii, produsele meșteșugărești din cupru și piele, precum și pentru produse agricole ca grâu, in, lână și brânză. Episodic era parcurs de turmele de oi ale mocanilor ardeleni care coborau toamna către "valea fără iarnă", la nord de Varna, anume valea râului Batova, și reveneau primăvara.
La începutul secolului XIX, populația orașului număra 12.000 locuitori, în mare parte refugiați din Dobrogea în urma războaielor ruso-turcești. Începe a se cristaliza pătura culturală a orașului. Prima biserică ortodoxă din Bazargic datează din 1843. În 1865 orașul număra 5 biserici ortodoxe (4 bulgare, una grecească).
După independența Bulgariei în 1878, orașul își schimbă numele în Dobrici (1882), după Dobrotici, conducătorul Dobrogei din sec. XIV.
Între 1913 și 1940 a făcut parte din România, fiind reședința județului Caliacra. Prin tratatul de la Craiova, Cadrilaterul redevine bulgar, și armata bulgară intră în oraș la data de 25 septembrie 1940: ziua este de atunci sărbătoarea localității.
În timpul conducerii comuniste, orașul a purtat numele de Tolbuhin, după comandantul rus Fiodor Tolbuhin care a cucerit orașul în ziua de 5 septembrie 1944. Din 19 septembrie 1990 s-a revenit prin decret prezidențial la vechea denumire bulgărească (Dobrici/Добрич).
Lângă localitate a mai existat o așezare (azi parte a orașului) numită Suiuciuc în timpul administrației românești și Riltsi în bulgară.

## Demografie
Componența etnică a orașului Dobrici
     Romi (2,72%)
     Turci (7,46%)
     Bulgari (80,91%)
     Nicio identificare (8,31%)
     Altele (0,58%)
La recensământul din 2011, populația orașului Dobrici era de 91.030 locuitori. Din punct de vedere etnic, majoritatea locuitorilor (80,91%) erau bulgari, existând și minorități de turci (7,46%) și romi (2,72%). Pentru 8,31% din locuitori nu este cunoscută apartenența etnică.

### Recensământul românesc din 1930
Componența etnică a orașului Bazargic (1930)
     Români (15,63%)
     Bulgari (40,88%)
     Turci (25,85%)
     Armeni (2,56%)
     Evrei (1,24%)
     Tătari (3,56%)
     Greci (1,52%)
     Romi (6,61%)
     Altă etnie (2,15%)
Componența confesională a orașului Bazargic (1930)
     Ortodocși (59,6%)
     Musulmani (35,43%)
     Mozaici (1,35%)
     Armeano-gregorieni (2,14%)
     Altă religie (1,48%)
Conform recensământului efectuat în 1930, populația orașului Bazargic se ridica la 30.106 locuitori. Majoritatea locuitorilor erau bulgari (40,88%), cu o minoritate de români (15,63%), una de turci (25,85%), una de armeni (2,56%), una de evrei (1,24%), una de tătari (3,56%), una de greci (1,52%) și una de romi (6,61%). Alte persoane s-au declarat: maghiari (232 de persoane), germani (83 de persoane), ruși (168 de persoane), găgăuzi (10 persoane), sârbi/croați/sloveni (24 de persoane), ucraineni (5 persoane), cehi/slovaci (23 de persoane), albanezi (20 de persoane), polonezi (12 persoane), altă etnie (32 de persoane), iar 27 de persoane nu au declarat etnia. Din punct de vedere confesional, majoritatea locuitorilor erau ortodocși (59,6%), dar existau și musulmani (35,43%), armeano-gregorieni (2,14%) și mozaici (1,35%). Alte persoane au declarat: evanghelici/luterani (50 de persoane), greco-catolici (23 de persoane), romano-catolici (120 de persoane), ortodocși pe stil vechi (lipoveni) (3 persoane), adventiști (26 de persoane), reformați (136 de persoane), unitarieni (19 persoane), altă religie (2 persoane), fără religie (5 persoane), iar 58 de persoane nu au declarat religia.

## Personalități
- Anușavan Salamanian (1932 - 2023), inginer
- Kadriye Nurmambet (1933 - 2023), cântăreață de muzică populară tătărească și turcească
- Marian Traian Gomoiu (1936 - 2021), biolog, oceanolog român
- Yordan Yovkov (1880-1937), scriitor bulgar
- Dora Gabe, poet
- Elise Stan (n. 1951), etnomuzicolog, realizator TV
- Dimitar Spisarevski, pilot de avion de vânătoare;
- Ivaylo Petrov, scriitor
- Miroslav Kostadinov (n. 1976), cântăreț bulgar
- Preslava (n. 1984), cântăreață bulgară de muzică pop-folk

## Orașe înfrățit
- Pinsk, Belarus
- Golmud, China
- Zalaegerszeg, Ungaria
- Kavadarci, Macedonia
- Nowy Sącz, Polonia
- Constanța, România
- Saratov, Rusia
- Schaffhausen, Elveția
- Kırklareli, Turcia
- Izmail, Ucraina